# Západočeský krajský přebor 1989/1990
V Krajském přeboru Západočeského kraje 1989/1990 (jedna ze skupin 5. fotbalové ligy) se utkalo 14 týmů každý s každým dvoukolovým systémem podzim–jaro. 

## Konečná tabulka
| Poř. | Tým                         | Z  | V  | R  | P  | VG | OG | B  |
| ---- | --------------------------- | -- | -- | -- | -- | -- | -- | -- |
| 1.   | UD Tachov                   | 26 | 17 | 6  | 3  | 61 | 21 | 40 |
| 2.   | TJ Spartak Chodov           | 26 | 16 | 4  | 6  | 50 | 30 | 36 |
| 3.   | FC Viktoria Mariánské Lázně | 26 | 13 | 8  | 5  | 48 | 29 | 34 |
| 4.   | RH Domažlice                | 26 | 14 | 4  | 8  | 42 | 28 | 32 |
| 5.   | Lokomotiva Cheb             | 26 | 11 | 7  | 8  | 49 | 37 | 29 |
| 6.   | TJ Sokol Bolevec            | 26 | 10 | 8  | 8  | 39 | 38 | 28 |
| 7.   | PS Chanovice                | 26 | 9  | 8  | 9  | 42 | 28 | 26 |
| 8.   | TJ Slavia Karlovy Vary      | 26 | 7  | 10 | 9  | 34 | 38 | 24 |
| 9.   | TJ Sokol Útvina             | 26 | 8  | 7  | 11 | 38 | 53 | 23 |
| 10.  | TJ ČSAD Plzeň               | 26 | 7  | 7  | 12 | 36 | 56 | 21 |
| 11.  | TJ Spoje Plzeň              | 26 | 7  | 4  | 15 | 38 | 52 | 18 |
| 12.  | RH Plzeň                    | 26 | 7  | 4  | 15 | 33 | 47 | 18 |
| 13.  | ZČE Plzeň                   | 26 | 6  | 6  | 14 | 30 | 45 | 18 |
| 14.  | TJ Jiskra Aš                | 26 | 6  | 5  | 15 | 27 | 50 | 17 |

Poznámky:
- Z = Odehrané zápasy; V = Vítězství; R = Remízy; P = Prohry; VG = Vstřelené góly; OG = Obdržené góly; B = Body; (S) = Mužstvo sestoupivší z vyšší soutěže; (N) = Mužstvo postoupivší z nižší soutěže (nováček)

|  | Postup do Divize A 1990/1991                       |
|  | Sestup do I. A třídy Západočeského kraje 1990/1991 |